# Макаров Михайло Васильович
Мака́ров Миха́йло Васи́льович (нар. 26 лютого 1916 — пом. 21 грудня 1944) — радянський військовий льотчик, у роки німецько-радянської війни заступник командира ескадрильї 17-го гвардійського Рославльського авіаційного полку авіації далекої дії СРСР.

## Біографія
Народився 26 лютого 1916 року в селі Матюшино Заокського району Тульської області. Росіянин. Після закінчення школи вчився в Серпуховському фабрично-заводському училищі (ФЗУ). З 1935 року до 1938 року працював механіком електротягової підстанції Панки Московської області. Одночасно займався в аероклубі м. Люберці Московської області.
З 1938 року до 1940 року, включно, вчився у військовій школі пілотів (ВШП) м. Балашиха Московської області . У званні молодшого лейтенанта був направлений в авіачастину м.Новочеркаська, потім його перевели в м. Ростов-на-Дону, в авіаційний полк 231. З червня 1941 року пішов на фронт, служив у бомбардувальній авіації далекої дії (АДД) СРСР.
Екіпаж літака Іл-4 у складі: льотчик Макаров Михайло Васильович, штурман Лесин Ілля Йосипович, повітряний стрілець-радист Чепурін Петро Павлович, повітряний стрілець Ященко Іван Олексійович брав участь у першому бойовому вильоті полку 27 травня 1943 року з аеродрому м.Моніно на бомбардування залізничного вузла м.Могильов.
Екіпаж першим в дивізії опанував нічне фотографування, за що льотчик Макаров М. В. і штурман Лесин І. Й. були нагороджені орденами Червоного Прапора.
Восени 1944 року цей екіпаж брав участь у випробуваннях платформи для транспортування вантажів літаком Іл-4 на зовнішній підвісці. Таким способом здійснювалася доставка партизанам протитанкових гармат калібру 45 мм, мінометів калібру до 120 мм, мотоциклів з коляскою, іншої легкої техніки і озброєння.
У ніч з 20 на 21 грудня 1944 полк здійснив 2 бойових вильоти з аеродрому Мачуліщі (під Мінськом), для бомбування військ ворога на північній околиці м.Клайпеда (Мемель).
З другого бойового вильоту на аеродром не повернувся екіпаж гв. старшого лейтенанта М. В. Макарова. Їхній літак при відході від цілі був смертельно вражений вогнем зенітної артилерії ворога.
Всього за період служби здійснив 190 бойових вильотів.

## Нагороди
- Орден Леніна;
- Два ордени Червоного Прапора;
- Медаль «За оборону Ленінграда».

## Родина
Був одружений. Залишив сина Анатолія.